# Brachylinga cinerea
Brachylinga cinerea är en tvåvingeart som först beskrevs av Cole 1923.  Brachylinga cinerea ingår i släktet Brachylinga och familjen stilettflugor. Inga underarter finns listade.